# Col du Brenner
Pour les articles homonymes, voir Brenner.
Le col du Brenner (en allemand : Brennerpass ; en italien : passo del Brennero) est un col  des Alpes séparant l'Italie (la commune de Brennero dans la province autonome de Bolzano) de l'Autriche (Gries dans le land du Tyrol) depuis l'entrée en vigueur du traité de Saint-Germain-en-Laye en 1919. Avec 1 370 m d'altitude, il est le passage le plus bas et le plus fréquenté entre le nord et le sud de la crête principale des Alpes et le seul qu'une voie ferrée de grand transit franchisse à ciel ouvert. Il est également parcouru par l'autoroute du Brenner menant de Modène à Innsbruck, une partie de la route européenne 45.
Les travaux de l'autoroute commencèrent en 1957. À cette occasion fut construit l'Europabrücke, qui fut jusqu'en 1974 le plus haut pont d'Europe avec 190 m de haut.

## Toponymie
Selon la conception traditionnelle, le nom Brenner est dérivé des Breunes (en latin : Breuni), un peuple installé dans l'Antiquité dans la province romaine de Rhétie, ou de Brennos (Brennus), un chef gaulois sénon du IVe siècle av. J.-C. Néanmoins, la désignation est absente des sources médiévales ; la voie est simplement dénommée per alpes Rhaeticas dans le Divisio regnorum promulgué par Charlemagne en 806.
Le domaine d'un Prenner au sud du col, probablement une clairière sur brûlis (en allemand : brennen), est documenté depuis la fin du XIIIe siècle.

## Géographie

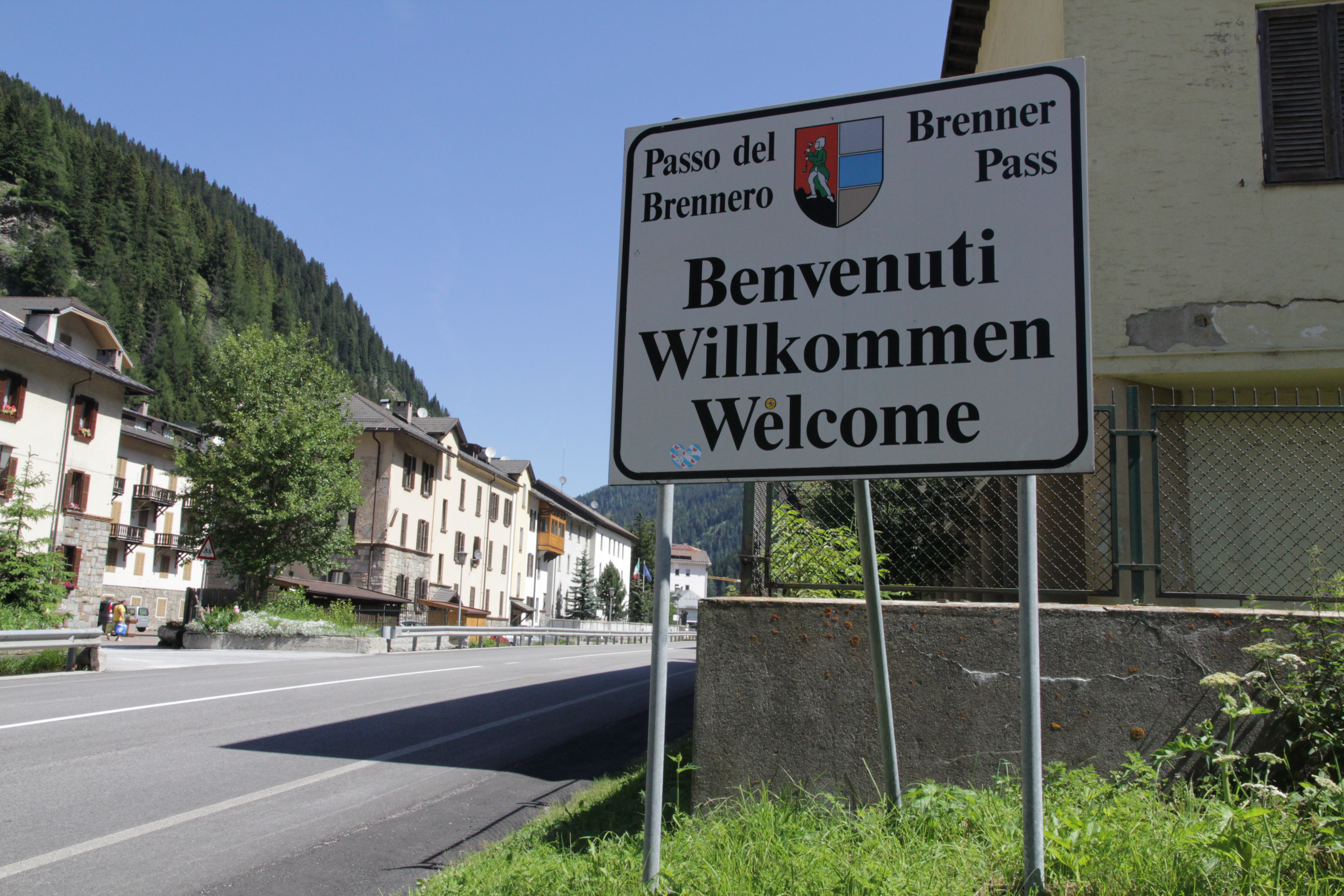
La signalétique au col.

Le col du Brenner relie les Alpes de Stubai à l'ouest aux Alpes de Zillertal à l'est, entre les sommets du Sattelberg (2 115 m) et du Wolfendorn (2 776 m). Il sépare les parties  méridionales et septentrionales du Wipptal, une vallée formée par l'Isarco au sud et la Sill au nord, s’étendant de Fortezza à Innsbruck. Le col marque la frontière italo-autrichienne ainsi que la ligne de partage des eaux entre le bassin de drainage de la mer Adriatique (l'Adige) et de la mer Noire (l'Inn et le Danube).
La route nord-sud du Brenner est d'une importance capitale pour le trafic international : 
- avant tout, l'autoroute à péage du Brenner, empruntant l'autoroute autrichienne A13 (Brenner Autobahn, section ouverte le 5 avril 1971) et l'autoroute italienne A22 (Autostrada del Brennero, ouverte le 27 juillet 1972), traverse le Wipptal générant des nuisances dont se plaint la population ;
- en parallèle, la route nationale 12 (strada statale del Brennero) d'Italie et la Brennerstraße (B 182) d'Autriche menent au col ;
- la ligne ferroviaire du Brenner (Ferrovia del Brennero / Brennerbahn) de Vérone à Innsbruck a été construite entre 1864 et 1867, elle fait partie intégrante du réseau transeuropéen de transport. Le tunnel de base du Brenner est un projet de construction ferroviaire qui doit passer sous le col du Brenner pour relier l'Italie et l'Autriche.

## Histoire

### Empire romain
Lorsque les régions environnantes étaient peuplées de Breunes et de Genauni (à partir du Ve siècle av. J.-C.), les chemins du Brenner étaient principalement utilisés pour le trafic local.
En 15 av. J.-C., une armée romaine dirigée par Drusus se dirigea vers le nord contre la faible résistance des tribus locales, où elle s'unit aux troupes venant de Gaule via la région du lac de Constance — vraisemblablement à Augsbourg aujourd'hui —, armée dirigée par son frère, Tibère. Tandis que Drusus lui-même traversait les montagnes au-dessus du col de Resia, son chef militaire Publius Silius Nerva a pénétré vers l'ouest à travers la Basse-Engadine et Lucius Calpurnius Piso vers l'est à travers le col du Brenner. Le géographe et historien grec Strabon rapporte que la population établie de longue date, en particulier au sud du col du Brenner, a été partiellement exterminée ou complètement asservie. La région a ensuite été habitée par quelques colons romains, mais ils se sont également installés dans la vallée de l'Isarco et ses nombreuses vallées latérales. Les tribus indigènes ont continué à habiter les vallées latérales stériles. Les Breunes ont été mentionnés dans des documents jusqu'au IXe siècle avant d'être complètement absorbés par la population bavaroise.
Le col était un lien important entre l'Italie et la Rhétie à l'époque romaine. Entre 195 et 215, les empereurs Septime Sévère puis Caracalla ont fait agrandir les anciens sentiers non pavés et construire une route pavée, qui était cependant relativement étroite et parfois très raide. Cette voie romaine, maintenant appelée Via Raetia, conduisait de Vérone et Tridentum et de là par la Seefelder Sattel à Augusta Vindelicorum. En l'an 268, le col a vu passer les Alamans en direction de l'Italie avant leur défaite en novembre de la même année à la bataille du lac Benacus.

### Moyen Âge
En raison de la bonne construction et de la structure, la route commerciale faisait partie de la Via Imperii jusqu'au Moyen Âge. L'itinéraire sur le col du Brenner a été considérablement amélioré lorsque la Haute-Italie orientale a été dévastée par les incursions hongroises et que le chemin du Brenner était l'une des rares voies de circulation sûres. L'un des promoteurs de cette voie de circulation était l'évêque Zacharias von Säben (890–907). En 952, le roi Otton Ier établit la marche de Vérone pour sécuriser militairement le col du Brenner. L'amélioration de la voie du Brenner n'était pas possible partout : la gorge étroite de l'Isarco au nord de Bolzano est restée complètement sans chemin.
En 1314, un marchand de Bolzano, Heinrich Kunter, reçut le droit de créer une piste muletière à travers les gorges à Chiusa et de percevoir des péages pour cela. Dès 1430, plus de 90 % des échanges longue distance entre Augsbourg et Venise — 6 500 wagons de marchandises par an — étaient effectués via la route du Brenner.

### Époque contemporaine
En 1867, après seulement trois ans de construction, la Brennerbahn a été ouverte comme la première ligne de chemin de fer à travers la crête alpine.
Depuis l'entrée en vigueur du traité de Saint-Germain en 1920, la frontière nationale entre l'Autriche et l'Italie passe par le col du Brenner. Le 13 octobre 1921, le roi d'Italie Victor-Emmanuel III et son épouse Hélène de Monténégro se sont rendus par le train sur la nouvelle frontière, où ils ont assisté (en présence de délégations alliées) à l'inauguration d'un monument marquant la nouvelle frontière. Au milieu des années 1930, la construction de routes militaires et de fortifications a commencé sur le col du Brenner et ses environs, qui est encore visible dans de nombreux vestiges.
Cette frontière a servi de point de rencontre entre Benito Mussolini et Adolf Hitler, notamment le 18 mars et le 4 octobre 1940,. Ils se sont rencontrés à la gare du Brenner pour des consultations dans le cadre de la Seconde Guerre mondiale qu'ils avaient déclenchée. En 1944/45, le col a été frappé par de violents bombardements alliés.
La construction de l'Europabrücke a commencé en 1959, et avec elle la mise en œuvre du projet pionnier Brennerautobahn. Le 5 avril 1971, le col pouvait être franchi pour la première fois par l'autoroute.
Le 5 avril 1975, une avalanche du côté du Tyrol du Sud a touché le col du Brenner. Six personnes sont mortes dans leurs voitures. Le col était alors infranchissable pendant deux semaines. Des structures de protection contre les avalanches ont été érigées sur les pentes.
Les années 1990 ont apporté des changements radicaux au Brenner. Avec la fin de la guerre froide et le règlement du conflit du Tyrol du Sud, l'intérêt militaire pour la frontière nord de l'Italie a disparu. À la suite de l'adhésion de l'Autriche à l'UE en 1995, les postes de douane sont devenus superflus. L'accord de Schengen a également mis fin au contrôle systématique des frontières le 1er avril 1998, qui a été célébré lors d'une cérémonie en présence des ministres de l'Intérieur Karl Schlögl et Giorgio Napolitano, ainsi que des gouverneurs Wendelin Weingartner et Luis Durnwalder.
Au cours de la crise des réfugiés en Europe, le contrôle des personnes a été partiellement repris en septembre 2015.

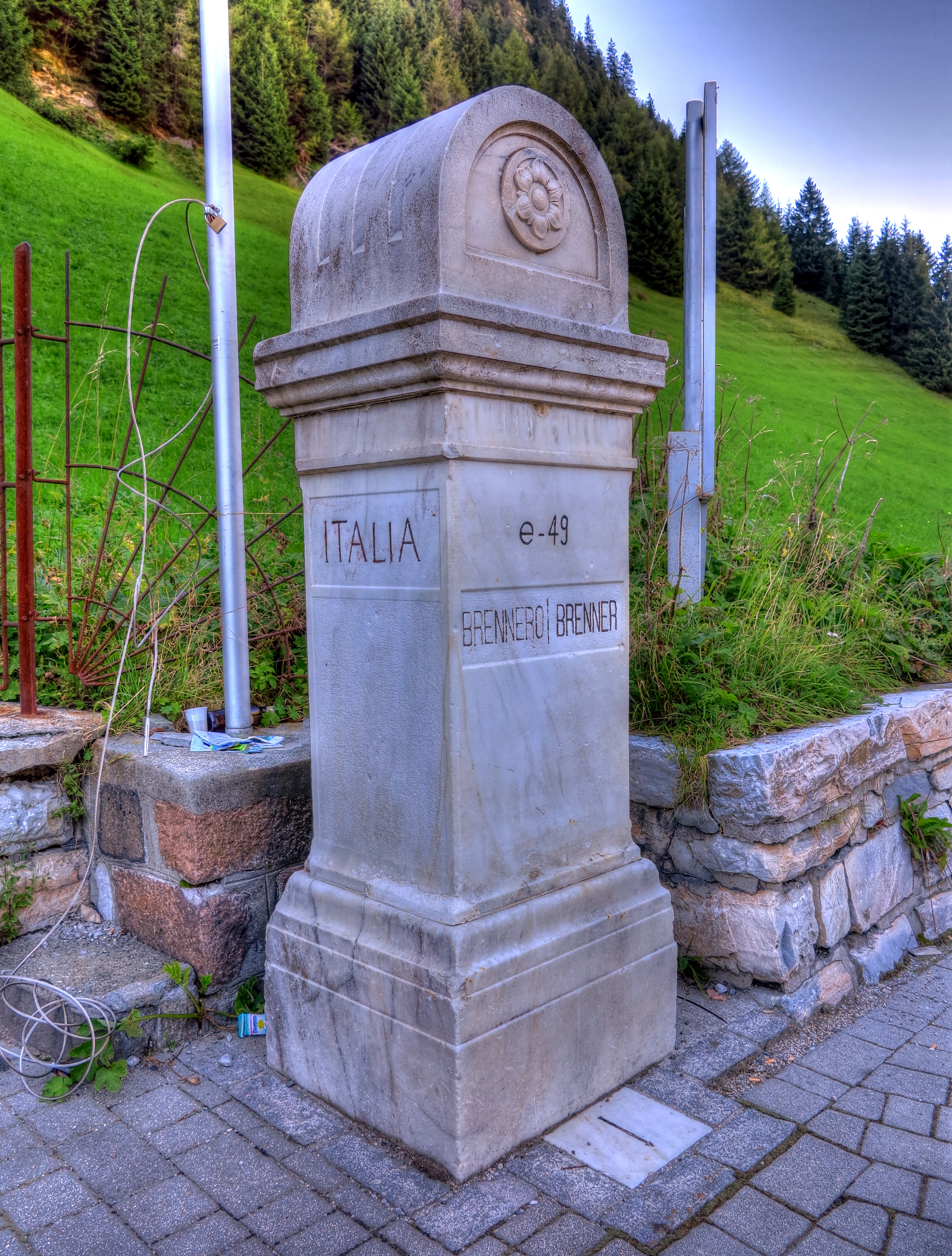
Le point de repère établi en octobre 1921 entre l'Italie et l'Autriche[16].
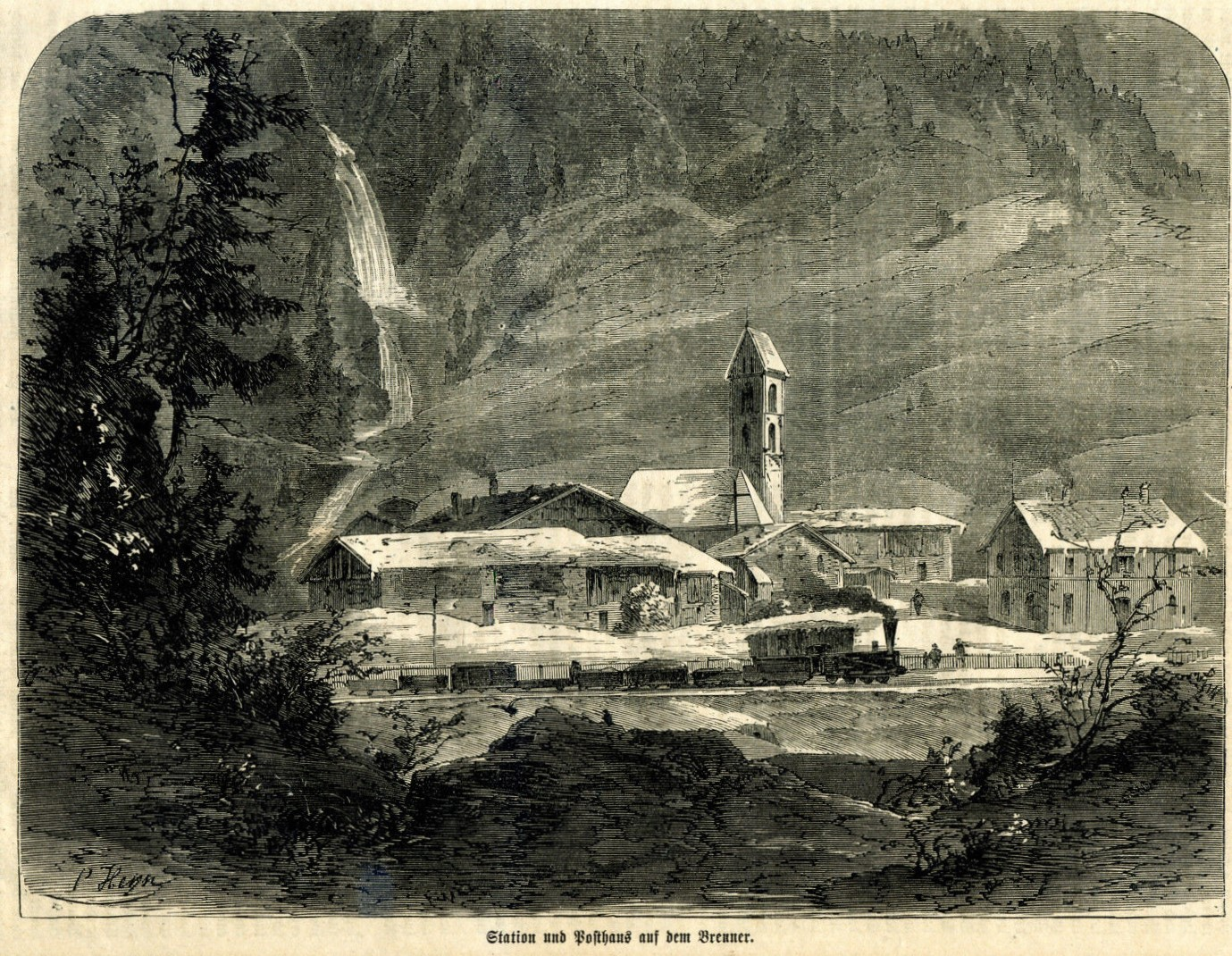
Gare du Brenner, 1868.
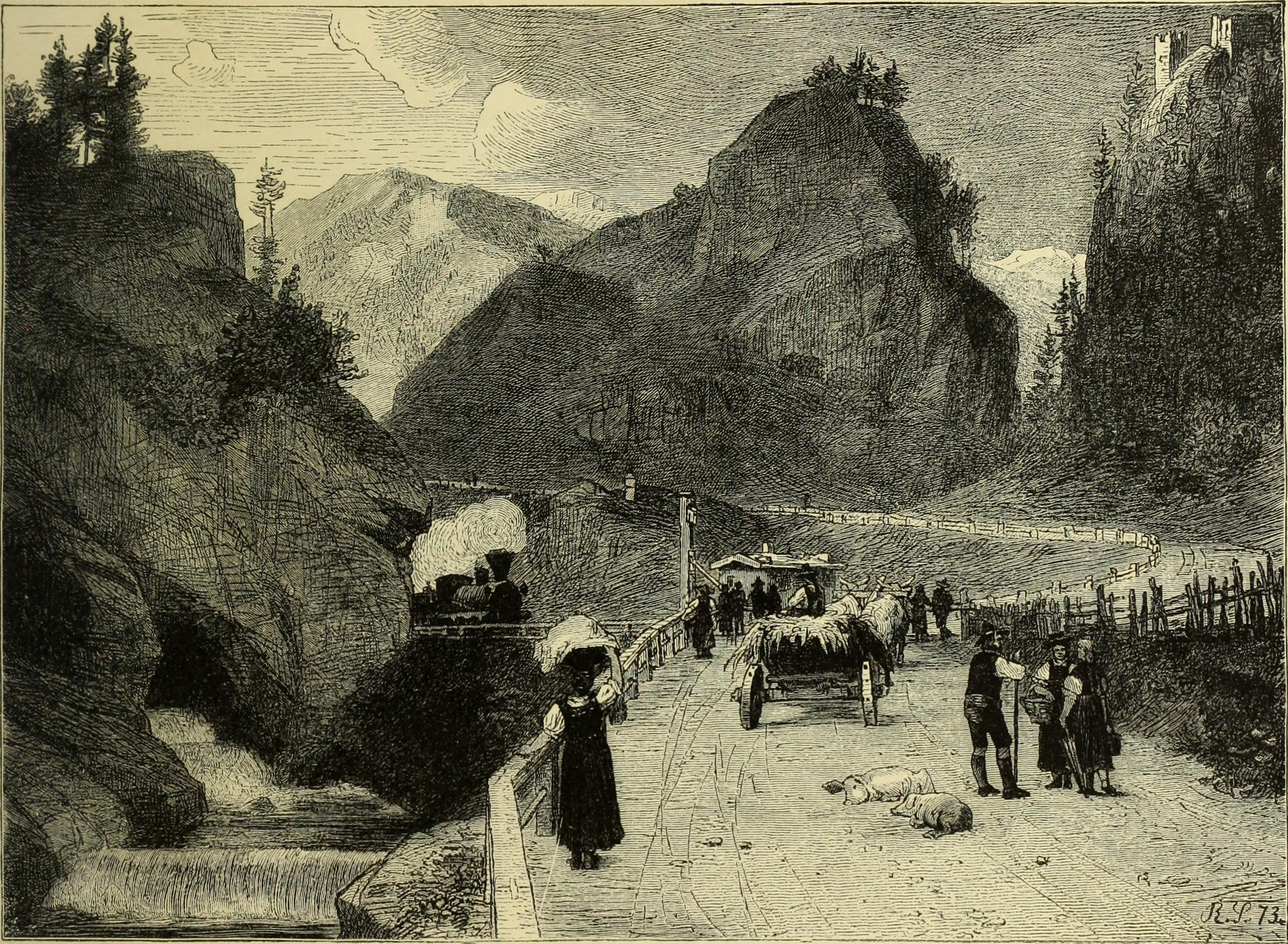
L'ascension du col en 1877.
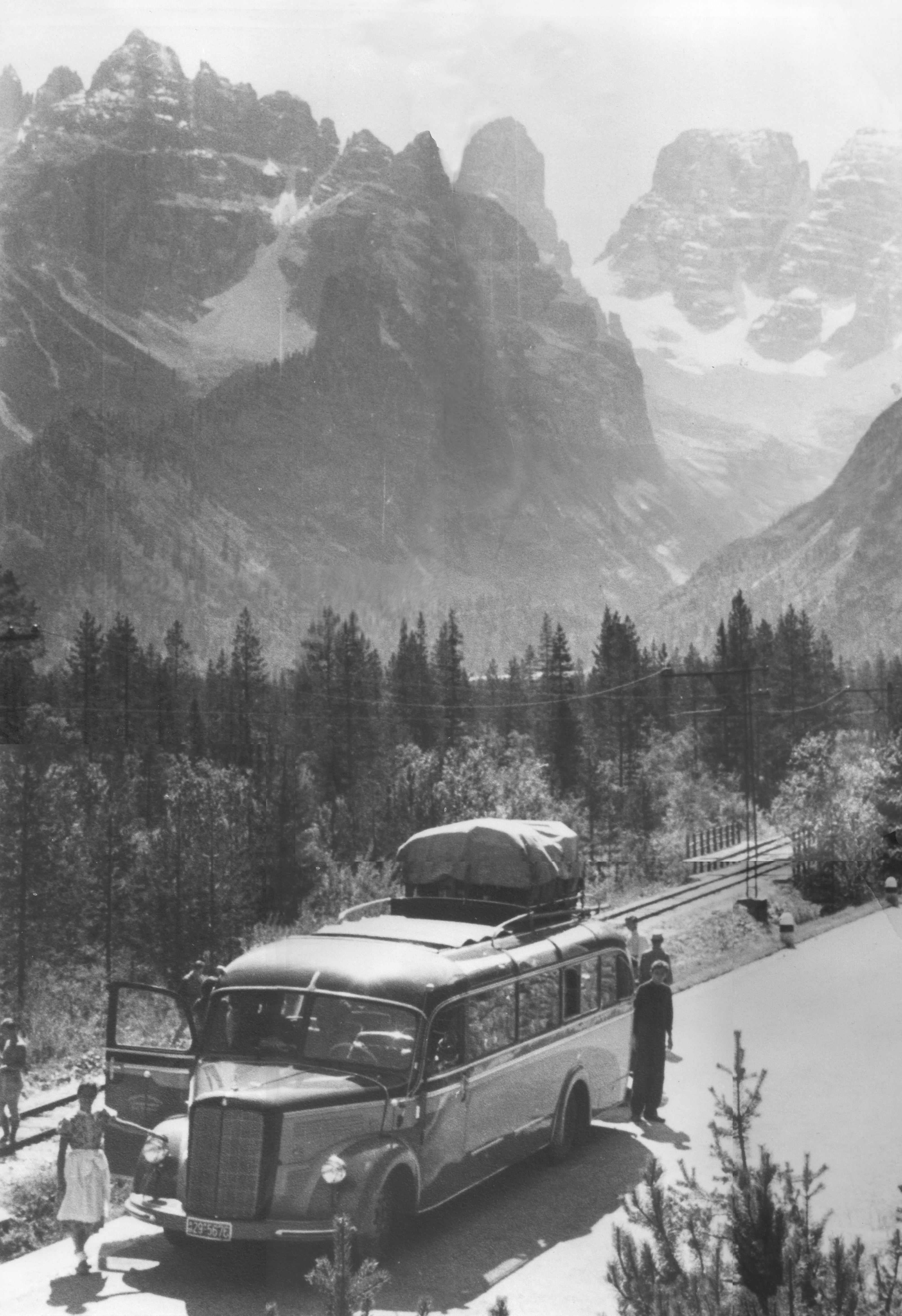
Un bus touristique dans l'ascension du col en 1950.
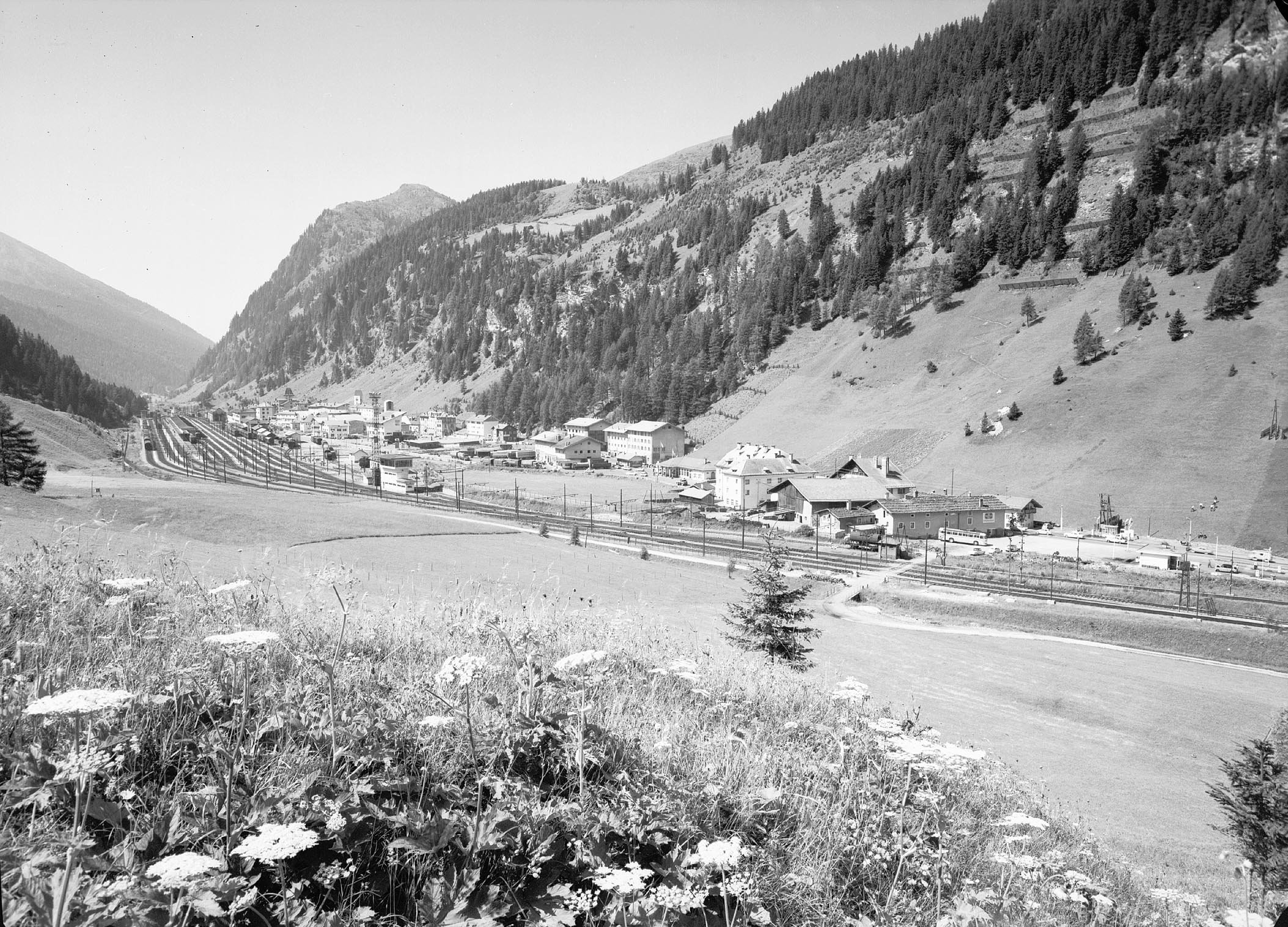
Le col en 1962.

## Sport
Le col du Brenner fut grimpé lors de la 2e étape du tour des Alpes 2023, de même que lors de la 2e étape du tour des Alpes 2024.

## Dans la culture
La chanson officielle de l'équipe nationale allemande de football pour la Coupe du monde 1990 en Italie, créée en collaboration avec Udo Jürgens, s'appelait Wir sind schon auf dem Brenner, littéralement On est déjà au Brenner. L'Allemagne est devenue championne du monde.